# Soy Luna (1. řada)
První řada argentinského muzikálového dramatického televizního seriálu Soy Luna byla premiérově vysílána na stanici Disney Channel od 14. března do 26. srpna 2016.

## Příběh
Luna Valente si spokojeně žije v Mexiku. Našla si skvělou brigádu, při které rozváží jídlo na bruslích. Může trávit většinu svého volného času tím, co má nejraději: baví se s nejlepším kamarádem Simónem a bruslí po celé Cancúnské promenádě. Lunin život nabere však neočekávaný směr, když se s celou rodinou přestěhuje do Argentiny. Stesk Luna zahání bruslením a díky nim objeví soutěž Jam & Roller. Na bruslařském stadiónu se také seznámí s okouzlujícím Matteem. Díky svému odhodlání a nadšení se Luna naučí freestylovému bruslení, potká nové kamarády a objeví své pravé já.

## Obsazení

### Hlavní postavy
- Karol Sevilla jako Luna Valenteová (český dabing: Adéla Nováková)
- Ruggero Pasquarelli jako Matteo Balsano (český dabing: Jan Rimbala)
- Valentina Zenere jako Ámbar Smithová (český dabing: Marika Šoposká)
- Michael Ronda jako Simón Álvarez (český dabing: Jiří Köhler)

### Vedlejší postavy
- Malena Ratner jako Delfina "Delfi" Alzamendiová (český dabing: Zuzana Ščerbová)
- Agustín Bernasconi jako Gastón Perida (český dabing: Jan Battěk)
- Katja Martínez jako Jazmín Carbajalová (český dabing: Sabina Rojková)
- Ana Jara jako Jimena "Jim" Medinová (český dabing: Patricie Soukupová)
- Jorge López jako Ramiro Ponce (český dabing: Robin Pařík)
- Chiara Parravicini jako Yamila "Yam" Sánchezová (český dabing: Anna Nemčoková 1.-5.díl / Anežka Saicová 6.-80.díl)
- Gastón Vietto jako Pedro Arias (český dabing: Vojtěch Havelka)
- Lionel "Leo" Ferro jako Nicolás "Nico" Navarro (český dabing: Tomáš Materna)
- Carolina Kopelioff jako Nina Simonettiová (český dabing: Klára Nováková)
- Luz Cipriota jako Tamara Ríosová (český dabing: Kristýna Bábková)
- Lucila Gandolfo jako Sharon Bensonová (český dabing: Simona Postlerová)
- Rodrigo Pedreira jako Reinaldo "Rey" Guitierrez (český dabing: Ivo Hrbáč)
- David Murí jako Miguel Valente (český dabing: Ivo Novák)
- Ana Carolina Valsagna jako Mónica Valenteová (český dabing: Ivana Andrlová)
- Diego Sassi Alcalá jako Tino (český dabing: Vojtěch Hájek)
- Germán Tripel jako Cato (český dabing: Bohdan Tůma)
- Antonella Querzoli jako Amanda (český dabing: Hana Tunová)
- Paula Kohan jako Mora Barzaová (český dabing: Hana Igonda Ševčíková)
- Ezequiel Rodríguez jako Ricardo Simonetti (český dabing: Rudolf Kubík)
- Caro Ibarra jako Ana Valparaisová (český dabing: Veronika Bajerová)

### Hostující postavy
- Sol Moreno jako Daniela (český dabing: Malvína Pachlová)
- Tomás de las Heras jako Mariano (český dabing: Michal Holán)
- Thelma Fardin jako Flor (český dabing: Petra Horváthová)
- Gabriel Calamari jako Xabi (český dabing: Jan Cina)
- Marcelo Bucossi jako Roberto (český dabing: Jaroslav Horák)
- Eva Adanaylo jako paní Rodríguezová (český dabing: Jana Hermachová)
- Lucrecia Gelardi jako Clara (český dabing: Kateřina Petrová)
- Micaela Tabanera jako Sylvana Arianová (český dabing: Tereza Chudobová)
- Luis Asato jako Victorino Wang (český dabing: Bohuslav Kalva)
- Samuel Do Nascimento jako Santi Owen

### Speciální hosté
- Santiago Stieben jako Arcade (český dabing: Jan J. Nedvěd)
- Sebastián Villalobos (český dabing: Pavel Vondrák)
- Dani Martins (český dabing: Jiří Balcárek)
- Darío Barrasi (český dabing: Petr Burian)
- Sofia Carson (český dabing: Veronika Kubařová)
- Mirta Wons jako Olga (český dabing: Petra Jindrová Lupínková)
- Leo Trento jako Willy Star (český dabing: Marek Libert)

## Seznam dílů

#### První část:Jsem volná, jsem já, jsem Luna(2016)
| Č. v seriálu | Č. v řadě | Původní název                                          | Režie                      | Scénář                           | Premiéra v Argentině | Premiéra v ČR      |
| ------------ | --------- | ------------------------------------------------------ | -------------------------- | -------------------------------- | -------------------- | ------------------ |
| 1            | 1         | Un sueño, sobre ruedas                                 | Jorge Nisco a Martín Saban | Gabriela Fiore a Jorge Edelstein | 14. března 2016      | 5. září 2016       |
| 2            | 2         | Una nueva historia, sobre ruedas                       | Jorge Nisco a Martín Saban | Gabriela Fiore a Jorge Edelstein | 15. března 2016      | 6. září 2016       |
| 3            | 3         | Nuevas aventuras, sobre ruedas                         | Jorge Nisco a Martín Saban | Gabriela Fiore a Jorge Edelstein | 16. března 2016      | 7. září 2016       |
| 4            | 4         | Un secreto, sobre ruedas                               | Jorge Nisco a Martín Saban | Marina Efron a Laura Farhi       | 17. března 2016      | 8. září 2016       |
| 5            | 5         | Un amor, sobre ruedas                                  | Jorge Nisco a Martín Saban | Marina Efron a Laura Farhi       | 18. března 2016      | 12. září 2016      |
| 6            | 6         | Una oportunidad, sobre ruedas                          | Jorge Nisco a Martín Saban | Marina Efron a Laura Farhi       | 21. března 2016      | 13. září 2016      |
| 7            | 7         | Una verdad al descubierto, sobre ruedas                | Jorge Nisco a Martín Saban | Marina Efron a Laura Farhi       | 22. března 2016      | 14. září 2016      |
| 8            | 8         | Una decisión, sobre ruedas                             | Jorge Nisco a Martín Saban | Marina Efron a Laura Farhi       | 23. března 2016      | 15. září 2016      |
| 9            | 9         | Un descubrimiento, sobre ruedas                        | Jorge Nisco a Martín Saban | Marina Efron a Laura Farhi       | 24. března 2016      | 19. září 2016      |
| 10           | 10        | Una rival, sobre ruedasx                               | Jorge Nisco a Martín Saban | Marina Efron a Laura Farhi       | 25. března 2016      | 20. září 2016      |
| 11           | 11        | Una competencia, sobre ruedas                          | Jorge Nisco a Martín Saban | Marina Efron a Laura Farhi       | 28. března 2016      | 21. září 2016      |
| 12           | 12        | Un misterio, sobre ruedas                              | Jorge Nisco a Martín Saban | Marina Efron a Laura Farhi       | 29. března 2016      | 22. září 2016      |
| 13           | 13        | Un celoso, sobre ruedas                                | Jorge Nisco a Martín Saban | Marina Efron a Laura Farhi       | 30. března 2016      | 26. září 2016      |
| 14           | 14        | Un "casi" beso, sobre ruedas                           | Jorge Nisco a Martín Saban | Marina Efron a Laura Farhi       | 31. března 2016      | 27. září 2016      |
| 15           | 15        | Una duda, sobre ruedas                                 | Jorge Nisco a Martín Saban | Marina Efron a Laura Farhi       | 1. dubna 2016        | 28. září 2016      |
| 16           | 16        | Una mala nota, sobre ruedas                            | Jorge Nisco a Martín Saban | Marina Efron a Laura Farhi       | 4. dubna 2016        | 29. září 2016      |
| 17           | 17        | Un intercambio de pruebas, sobre ruedas                | Jorge Nisco a Martín Saban | Marina Efron a Laura Farhi       | 5. dubna 2016        | 3. října 2016      |
| 18           | 18        | Una canción con Matteo, sobre ruedas                   | Jorge Nisco a Martín Saban | Marina Efron a Laura Farhi       | 6. dubna 2016        | 4. října 2016      |
| 19           | 19        | Un casi beso con... ¿Simón?, sobre ruedas              | Jorge Nisco a Martín Saban | Marina Efron a Laura Farhi       | 7. dubna 2016        | 5. října 2016      |
| 20           | 20        | Un descubrimiento de Luna, sobre ruedas                | Jorge Nisco a Martín Saban | Marina Efron a Laura Farhi       | 8. dubna 2016        | 6. října 2016      |
| 21           | 21        | Una medallita, un secreto, sobre ruedas                | Jorge Nisco a Martín Saban | Marina Efron a Laura Farhi       | 11. dubna 2016       | 14. listopadu 2016 |
| 22           | 22        | Un amor no correspondido, sobre ruedas                 | Jorge Nisco a Martín Saban | Marina Efron a Laura Farhi       | 12. dubna 2016       | 15. listopadu 2016 |
| 23           | 23        | Un amor por RollerTrack, sobre ruedas                  | Jorge Nisco a Martín Saban | Marina Efron a Laura Farhi       | 13. dubna 2016       | 16. listopadu 2016 |
| 24           | 24        | Una decisión ¿la competencia ó Simón?, sobre ruedas    | Jorge Nisco a Martín Saban | Marina Efron a Laura Farhi       | 14. dubna 2016       | 17. listopadu 2016 |
| 25           | 25        | Una FelicityForNow mentirosa, sobre ruedasx            | Jorge Nisco a Martín Saban | Marina Efron a Laura Farhi       | 15. dubna 2016       | 21. listopadu 2016 |
| 26           | 26        | Canciones y confusiones en el Open Music, sobre ruedas | Jorge Nisco a Martín Saban | Marina Efron a Laura Farhi       | 18. dubna 2016       | 22. listopadu 2016 |
| 27           | 27        | Un nuevo hogar para Simón, sobre ruedas                | Jorge Nisco a Martín Saban | Marina Efron a Laura Farhi       | 19. dubna 2016       | 23. listopadu 2016 |
| 28           | 28        | ¿No se dio cuenta de qué te amo?, sobre ruedas         | Jorge Nisco a Martín Saban | Marina Efron a Laura Farhi       | 20. dubna 2016       | 24. listopadu 2016 |
| 29           | 29        | Una confusión de sentimientos, sobre ruedas            | Jorge Nisco a Martín Saban | Marina Efron a Laura Farhi       | 21. dubna 2016       | 28. listopadu 2016 |
| 30           | 30        | Segunda fase de la competencia, sobre ruedas           | Jorge Nisco a Martín Saban | Marina Efron a Laura Farhi       | 22. dubna 2016       | 29. listopadu 2016 |
| 31           | 31        | Y la competencia continúa..., sobre ruedas             | Jorge Nisco a Martín Saban | Marina Efron a Laura Farhi       | 25. dubna 2016       | 30. listopadu 2016 |
| 32           | 32        | Un celoso por Romeo y Julieta, sobre ruedas            | Jorge Nisco a Martín Saban | Marina Efron a Laura Farhi       | 26. dubna 2016       | 1. prosince 2016   |
| 33           | 33        | Una documentación perdida, sobre ruedas                | Jorge Nisco a Martín Saban | Marina Efron a Laura Farhi       | 27. dubna 2016       | 5. prosince 2016   |
| 34           | 34        | Una viaje, sobre ruedas                                | Jorge Nisco a Martín Saban | Marina Efron a Laura Farhi       | 28. dubna 2016       | 6. prosince 2016   |
| 35           | 35        | ¡La pista de mi sueño con Matteo! sobre ruedas         | Jorge Nisco a Martín Saban | Marina Efron a Laura Farhi       | 29. dubna 2016       | 7. prosince 2016   |
| 36           | 36        | Una confusión de parejas, sobre ruedas                 | Jorge Nisco a Martín Saban | Marina Efron a Laura Farhi       | 2. května 2016       | 8. prosince 2016   |
| 37           | 37        | El final de una relación, sobre ruedas                 | Jorge Nisco a Martín Saban | Marina Efron a Laura Farhi       | 3. května 2016       | 12. prosince 2016  |
| 38           | 38        | ¿Qué sientes por mi?, sobre ruedas                     | Jorge Nisco a Martín Saban | Marina Efron a Laura Farhi       | 4. května 2016       | 13. prosince 2016  |
| 39           | 39        | Un doble cambio en la final, sobre ruedas              | Jorge Nisco a Martín Saban | Marina Efron a Laura Farhi       | 5. května 2016       | 14. prosince 2016  |
| 40           | 40        | Un beso, sobre ruedas                                  | Jorge Nisco a Martín Saban | Marina Efron a Laura Farhi       | 6. května 2016       | 15. prosince 2016  |

### Druhá část:Hudba v tobě(2016)
| Č. v seriálu | Č. v řadě | Originální název                                  | Premiéra v Argentině | Premiéra v ČR   |
| ------------ | --------- | ------------------------------------------------- | -------------------- | --------------- |
| 41           | 41        | Sentimientos, Sobre ruedas                        | 4. července 2016     | 30. ledna 2017  |
| 42           | 42        | Una decisión muy apresurada, Sobre ruedas         | 5. července 2016     | 31. ledna 2017  |
| 43           | 43        | Un secreto que guardar, Sobre ruedas              | 6. července 2016     | 1. února 2017   |
| 44           | 44        | Una sorpresa, Sobre ruedas                        | 7. července 2016     | 2. února 2017   |
| 45           | 45        | Un Open Music al Azar, Sobre ruedas               | 8. července 2016     | 6. února 2017   |
| 46           | 46        | Una decisión, Sobre ruedas                        | 11. července 2016    | 7. února 2017   |
| 47           | 47        | Una decisión injusta, Sobre ruedas                | 12. července 2016    | 8. února 2017   |
| 48           | 48        | Una verdad, Sobre ruedas                          | 13. července 2016    | 9. února 2017   |
| 49           | 49        | Una competencia, Sobre ruedas                     | 14. července 2016    | 27. února 2017  |
| 50           | 50        | Celos, Sobre ruedas                               | 15. července 2016    | 28. února 2017  |
| 51           | 51        | Una decisión apresurada, Sobre ruedas             | 18. července 2016    | 1. března 2017  |
| 52           | 52        | Una confesión, Sobre ruedas                       | 19. července 2016    | 2. března 2017  |
| 53           | 53        | Una disculpa, Sobre ruedas                        | 20. července 2016    | 6. března 2017  |
| 54           | 54        | Una decisión, Sobre ruedas                        | 21. července 2016    | 7. března 2017  |
| 55           | 55        | Un Open Music con dedicatorias, Sobre ruedas      | 22. července 2016    | 8. března 2017  |
| 56           | 56        | Una canción confusa, Sobre ruedas                 | 25. července 2016    | 9. března 2017  |
| 57           | 57        | Una mentirosa, Sobre ruedas                       | 26. července 2016    | 27. března 2017 |
| 58           | 58        | Una confesión, Sobre ruedas                       | 27. července 2016    | 28. března 2017 |
| 59           | 59        | La verdad, Sobre ruedas                           | 28. července 2016    | 29. března 2017 |
| 60           | 60        | Una competencia injusta, Sobre ruedas             | 29. července 2016    | 30. března 2017 |
| 61           | 61        | Un Nuevo Amor, Sobre ruedas                       | 1. srpna 2016        | 3. dubna 2017   |
| 62           | 62        | Novíos, Sobre ruedas                              | 2. srpna 2016        | 4. dubna 2017   |
| 63           | 63        | Confusiones en la Mansión, Sobre ruedas           | 3. srpna 2016        | 5. dubna 2017   |
| 64           | 64        | ¿Quien és Felicity For Now?, Sobre ruedas         | 4. srpna 2016        | 6. dubna 2017   |
| 65           | 65        | Open Music: Chicos vs Chicas, Sobre ruedas        | 5. srpna 2016        | 10. dubna 2017  |
| 66           | 66        | Una Propuesta, Sobre ruedas                       | 8. srpna 2016        | 11. dubna 2017  |
| 67           | 67        | ¿Lo Qué Siento por Matteo?, Sobre ruedas          | 9. srpna 2016        | 12. dubna 2017  |
| 68           | 68        | Una Nueva Formación del Equipo, Sobre ruedas      | 10. srpna 2016       | 13. dubna 2017  |
| 69           | 69        | ¿Un Novío o Un Amigo?, Sobre ruedas               | 11. srpna 2016       | 17. dubna 2017  |
| 70           | 70        | ¿Surge el Amor?, Sobre ruedas                     | 12. srpna 2016       | 18. dubna 2017  |
| 71           | 71        | Una visita especial, Sobre ruedas                 | 15. srpna 2016       | 19. dubna 2017  |
| 72           | 72        | Un trabajo perdido, Sobre ruedas                  | 16. srpna 2016       | 20. dubna 2017  |
| 73           | 73        | Una Fiesta de Cumpleaños, Sobre ruedas            | 17. srpna 2016       | 24. dubna 2017  |
| 74           | 74        | Miedo de enamorarse, Sobre ruedas                 | 18. srpna 2016       | 25. dubna 2017  |
| 75           | 75        | Un Open Music de revelaciones, Sobre ruedas       | 19. srpna 2016       | 26. dubna 2017  |
| 76           | 76        | Yo soy FelicityForNow, Sobre ruedas               | 22. srpna 2016       | 27. dubna 2017  |
| 77           | 77        | Una verdad que puede cambiarlo todo, Sobre ruedas | 23. srpna 2016       | 1. května 2017  |
| 78           | 78        | Una decision amorosa, Sobre ruedas                | 24. srpna 2016       | 2. května 2017  |
| 79           | 79        | La Final de la InterContinental, Sobre ruedas     | 25. srpna 2016       | 3. května 2017  |
| 80           | 80        | La Final de la InterContinental, Sobre ruedas     | 26. srpna 2016       | 4. května 2017  |